# Calineuria pectinata
Calineuria pectinata är en bäcksländeart som beskrevs av Tohru Uchida 1990. Calineuria pectinata ingår i släktet Calineuria och familjen jättebäcksländor. Inga underarter finns listade i Catalogue of Life.